# Međužupanijska nogometna liga Čakovec – Varaždin
Međužupanijska liga Čakovec – Varaždin bila je 5. stupanj nogometnih natjecanja u Hrvatskoj. U ligi su sudjelovali klubovi s područja Međimurske i Varaždinske županije. Prvoplasirani klub prelazio je u viši rang – 3. NL – Sjever, a posljednji ispadao u 1. ŽNL Međimursku ili 1. ŽNL Varaždinsku, ovisno o teritorijalnoj pripadnosti. Ligu je nasljedila Elitna ŽNL Varaždin.

## Dosadašnji pobjednici
| Sezona                   | Rang                    | Prvak                   | Mjesto                  |
| MŽNL Čakovec – Varaždin  | MŽNL Čakovec – Varaždin | MŽNL Čakovec – Varaždin | MŽNL Čakovec – Varaždin |
| ------------------------ | ----------------------- | ----------------------- | ----------------------- |
| 2014./15.                | 4.                      | NK Nedelišće            | Nedelišće               |
| 2015./16.                | 4.                      | NK Nedelišće            | Nedelišće               |
| 2016./17.                | 4.                      | NK Polet                | Sveti Martin na Muri    |
| 4. NL Čakovec – Varaždin |                         |                         |                         |
| 2017./18.                | 4.                      | NK Polet                | Sveti Martin na Muri    |
| 2018./19.                | 4.                      | NK Polet                | Sveti Martin na Muri    |
| 2019./20. ↓19/20         | 4.                      | NK Bednja               | Beletinec               |
| 2020./21.                | 4.                      | NK Bednja               | Beletinec               |
| 2021./22.                | 4.                      | NK Bednja               | Beletinec               |

 Kategorija:Sezone četvrtog ranga HNL-a 

Napomene: 

↑19/20  – u sezoni 2019./20. prvenstvo prekinuto nakon 15. kola zbog pandemije COVID-19 u svijetu i Hrvatskoj

## Unutarnje poveznice
- Četvrta hrvatska nogometna liga
- 1. ŽNL Međimurska
- 1. ŽNL Varaždinska

## Vanjske poveznice
- zns-varazdin.hr
- mns.hr